# Karen Bulow
Pour les articles homonymes, voir Bulow (homonymie).
Karen Bulow, née en 1899 au Danemark et morte en 1982, est une artiste en textiles canadienne.

## Biographie
Elle arrive à Montréal en 1929, avec un métier à tisser et une machine à coudre. Elle commence à vendre des produits tissés à la main ; tandis que la demande pour ses tissus augmente, elle fonde "Canada Homespuns" ; croyant être le premier atelier professionnel  de tissage au Canada, elle emploie 70 tisserands. Ses produits deviennent emblématiques des articles canadiens, porté dans les magasins haut de gamme Eaton's et Simpson. Elle reçoit également des commandes de diverses entreprises, dont Trans-Canada Air Lines, Canadien National, Canadien Pacifique et la Banque de Nouvelle-Écosse. Elle vend sa société, plus tard connue sous le nom de Karen Bulow Ltd., dans les années 1960. À la demande du gouvernement canadien, elle aide à la fondation d'un atelier de tissage pour les populations Inuits à Pangnirtung. En 1976, elle est nommée membre d'honneur du conseil canadien des métiers d'art et elle est également admise à l'Académie Royale,.